# Alphacoronavirus
Los alphacoronavirus son los primeros de los cuatro géneros (alfa, beta, gamma y deltacoronavirus) en la subfamilia Orthocoronavirinae de la familia Coronaviridae.  Los coronavirus son virus de ARN monocatenarios con sentido positivo y envoltura que incluyen especies humanas y zoonóticas. Dentro de esta subfamilia, los virus tienen viriones esféricos con proyecciones de superficie en forma de maza y un caparazón central. El nombre es del latín corona, que significa corona, que describe la apariencia de las proyecciones vistas bajo microscopía electrónica que se asemejan a una corona solar. Este género contiene lo que anteriormente se consideraban del coronavirus phylogroup 1.
Tanto el linaje alfa como el betacoronavirus descienden del grupo de genes murciélago.

## Virología
El virión está envuelto y es esférico, mide 120–160 nm de diámetro y un núcleo de aproximadamente 65 nm. Las glicoproteínas y los trímeros forman grandes proyecciones de superficie que crean la apariencia de corona solar de la que toma su nombre.  El genoma es ARN monocatenario de sentido positivo con una longitud de 27 a 29 kilobases y una cola 3'-poliA. Dos ORF grandes y superpuestos en el extremo 5 'del genoma codifican las principales proteínas no estructurales expresadas como una proteína de fusión por desplazamiento de marco ribosómico. Estos incluyen regiones con motivos de proteasa, helicasa y ARN polimerasa. Hay otros 7 genes aguas abajo que codifican proteínas estructurales. Estos se expresan a partir de un conjunto anidado 3'-coterminal de ARNm subgenómicos.

## Clasificación
- Orden Nidovirales
  - Familia Coronaviridae
    - Subfamilia Coronavirinae
      - Género Alphacoronavirus ;  especie tipo: Alphacoronavirus 1
        - Especies: Alphacoronavirus 1, coronavirus felino, coronavirus canino, coronavirus humano 229E, coronavirus humano NL63, coronavirus Miniopterus 1, coronavirus Miniopterus HKU8, virus de diarrea epidémica porcina, coronavirus Rhinolophus HKU2 y coronavirus Scotophilus 512, Coronavirus de la gastroenteritis transmisible